# Omegna Calcio 1983-1984
Questa voce raccoglie le informazioni riguardanti l'Omegna Calcio nelle competizioni ufficiali della stagione 1983-1984.

## Rosa
| N. |                   | Ruolo | Calciatore          |
| -- | ----------------- | ----- | ------------------- |
|    | Italia (bandiera) | C     | Walter Biffi        |
|    | Italia (bandiera) | D     | Massimo Capannini   |
|    | Italia (bandiera) | D     | Mauro Colla         |
|    | Italia (bandiera) | D     | Francesco Federico  |
|    | Italia (bandiera) | A     | Luigi Floreale      |
|    | Italia (bandiera) | C     | Luciano Foti        |
|    | Italia (bandiera) | A     | Andrea Gatto        |
|    | Italia (bandiera) | C     | Carlo Jacomuzzi     |
|    | Italia (bandiera) | A     | Alessandro Masutti  |
|    | Italia (bandiera) | P     | Maurizio Passaretta |
|    | Italia (bandiera) | C     | Luca Pellini        |

| N. |                   | Ruolo | Calciatore        |
| -- | ----------------- | ----- | ----------------- |
|    | Italia (bandiera) |       | Pisoni            |
|    | Italia (bandiera) | C     | Giuseppe Scienza  |
|    | Italia (bandiera) | D     | Walter Tagliente  |
|    | Italia (bandiera) | C     | Domenico Tassiero |
|    | Italia (bandiera) | D     | Roberto Vianello  |
|    | Italia (bandiera) | C     | Maurizio Vignati  |
|    | Italia (bandiera) | D     | Giuseppe Vitillo  |
|    | Italia (bandiera) |       | Zanetti           |
|    | Italia (bandiera) | D     | Walter Zanni      |
|    | Italia (bandiera) | C     | Massimo Zanzi     |
|    | Italia (bandiera) |       | Zoia              |